# Пиб'я
Пи́б'я (рос. Пыбья) — село в Балезінському районі Удмуртії, Росія.

## Населення
Населення — 465 осіб (2010; 482 в 2002).
Національний склад станом на 2002 рік:
- удмурти — 97 %